# San Demetrio (Cesena)
San Demetrio è una località all'interno della frazione Acquarola del comune di Cesena. La località raggiungibile percorrendo la via Garampa allontanandosi da Cesena e svoltando a destra per via Cento poco prima di attraversare la frazione Acquarola. 
L'insediamento è costituito da poche abitazioni lungo via Cento e via San Demetrio e il suo centro storico è la chiesa dedicata al Santo. 

## Storia
Sul piano regolatore del comune di Cesena la chiesa e gli edifici della relativa canonica sono segnalati come edifici di interesse storico-tipologico. San Demetrio fino a pochi anni fa era parrocchia autonoma mentre attualmente rientra nella parrocchia Osservanza.
Seppure gli edifici della chiesa e della canonica siano stati notevolmente rimaneggiati negli anni, un edificio risalente all'età medievale probabilmente preesisteva nell'area, come sembrano dimostrare gli occasionali ritrovamenti ceramici emersi in seguito ai lavori di ristrutturazione degli ex-locali della canonica, ora residenza privata.